# Largny-sur-Automne
Largny-sur-Automne è un comune francese di 243 abitanti situato nel dipartimento dell'Aisne della regione dell'Alta Francia.

## Società

### Evoluzione demografica
Abitanti censiti